# Josep Maria Benítez i Riera
Josep Maria Benítez i Riera   (Arenys de Mar, 1937) és un historiador i jesuïta català. El 1955, va entrar a la Companyia de Jesús. Llicenciat en filosofia, filosofia i lletres, teologia i història, es doctorà en història a la Universitat de Barcelona amb el treball «La contribució intel·lectual dels jesuïtes a la Universitat de Cervera» (1990). El 1983 es va Incorporar a la Facultat d’Història de la Pontifícia Universitat Gregoriana de Roma, on va ser catedràtic d’història moderna. El 1989, va fundar l'Associació Catalans a Roma, inspirat pel benedictí Jordi Pinell de la que fou el seu president. El 1997, va ser anomenat degà de la Facultat d’Història Eclesiàstica de la Pontifícia Universitat Gregoriana i fou director de la revista Archivum Historiae Pontificiae des del 1998. S'ha dedicat a la història dels Papes i a molts entrellats religiosos i històrics, i és l’artífex de la recuperació de la petjada catalana a Roma. És autor de les obres «Jesuïtes a Catalunya: fets i figures» (1996), en col·laboració, «Expulsions i exilis: hebreus, moriscos, jesuïtes i guerra civil» (1996) i «Presències de cultura catalana a Roma» (2019).